# Biały Potok (dopływ Bystrzycy Dusznickiej)
Biały Potok (niem. Weiss Flőssel) – potok w południowo-zachodniej Polsce, w Sudetach; lewy dopływ Bystrzycy Dusznickiej. 
Formalnie potok płynie na terenie miasta Duszniki-Zdrój, położonego w województwie dolnośląskim, w powiecie kłodzkim, jego nazwa jest niestandaryzowana.
Potok ma źródła na zboczu szczytu Orlica na wysokości 980–1100 m n.p.m. a ujście na wysokości 655 m n.p.m. u stóp szczytu Mylna.